# Zappa Plays Zappa
Gli Zappa Plays Zappa sono una tribute band statunitense guidata da Dweezil Zappa, che omaggia la musica di suo padre, il musicista e cantautore Frank Zappa.

## Storia del gruppo
La band si è formata nel 2006 a Los Angeles e ha debuttato con un intenso tour che ha toccato Nord America ed Europa.
Nell'ambito dei Grammy Awards 2009 la band ha vinto il premio nella categoria "Best Rock Instrumental Performance" (Peaches en Regalia).
Riguardo al lavoro discografico, la band ha realizzato un doppio album dal vivo pubblicato nel 2012 e intitolato F.O.H. (abbreviazione di "front of house").

## Formazione

### Formazione attuale
- Dweezil Zappa - voce, chitarra
- Scheila Gonzalez - sassofono, flauto, tastiere, armonica, voce
- Ryan Brown - batteria, percussioni, voce
- Ben Thomas - voce, tromba, trombone, chitarra
- Chris Norton - tastiere, violino, voce
- Kurt Morgan - basso, voce

### Ex componenti
- Aaron Arntz - tromba, tastiere, voce
- Pete Griffin - basso
- Billy Hulting - percussioni
- Jamie Kime - chitarra
- Joe Travers - batteria, voce

### Collaboratori straordinari
Tour 2006
- Napoleon Murphy Brock - voce, sassofono, flauto
- Terry Bozzio - batteria, voce
- Steve Vai - chitarra

Tour 2007-2008-2009
- Ray White - voce, chitarra

Tour 2010
- George Duke - voce, tastiere
- Scott Thunes - basso
- Jeff Simmons - basso, voce
- Moon Zappa - voce

Tour 2011
- Mark Volman - voce
- Howard Kaylan - voce
- Jean-Luc Ponty - violino
- Chick Corea - tastiere
- Frank Gambale - chitarra
- Guthrie Govan - chitarra

Tour 2012
- Scott Thunes - basso
- Allan Holdsworth - chitarra
- Sioned Eleri Roberts - clarinetto